# Težki elementi
Najtežja jedra nastanejo v jedrskih reakcijah, ki združijo dve drugi jedri neenake velikosti v eno; v grobem velja, da bolj, kot sta jedri glede na maso neenaki, večja je možnost, da bosta reagirali. Iz materiala iz težjih jeder se naredi tarča, ki jo nato bombardira snop lažjih jeder. Dve jedri se lahko združita v eno samo, če se dovolj približata; normalno se jedra (vsa pozitivno nabita) med seboj odbijajo zaradi elektrostatičnega odbijanja. Močna interakcija lahko to odbojnost premaga, vendar le na zelo kratki razdalji od jedra; jedra žarka se tako močno pospeši, da postane taka odbojnost nepomembna v primerjavi s hitrostjo jedra v snopu. Samo približevanje ni dovolj, da se dve jedri zlijeta: ko se dve jedri približata, običajno ostaneta skupaj približno 10−20 sekunde in se nato ločita (ne nujno v isti sestavi kot pred reakcijo), namesto da tvorita eno jedro. Če pride do fuzije, je začasna združitev, imenovana sestavljeno jedro, vzbujeno stanje. Da bi izgubilo energijo vzbujenja in doseglo stabilnejše stanje, se sestavljeno jedro razcepi ali izvrže enega ali več nevtronov, ki odnesejo odvečno energijo.
Žarek prehaja skozi tarčo in doseže naslednjo komoro – separator; če novo jedro nastane, potuje skupaj s tem žarkom. V separatorju se novo nastalo jedro loči od drugih nuklidov (prvotnega žarka in vseh drugih reakcijskih produktov) in prenese v pregradno-površinski detektor, ki jedro ustavi. Tam je zaznana natančna lokacija prihajajočega udarca na detektor; prav tako tudi njegova energija in čas prihoda. Prenos traja približno 10−6 sekunde; da jo lahko zazna, jedro med tem ne sme razpasti. Jedro se ponovno zabeleži, ko se zabeleži njegovo razpadanje in izmeri lokacija, energija in čas razpada.
Stabilnost jedra zagotavlja močna interakcija, vendar je njegov obseg zelo kratek; ko jedra povečamo, vpliv močne interakcije na najbolj oddaljene nukleone (protone in nevtrone) oslabi. Prav tako jedro raztrga elektrostatično odbijanje med protoni, saj ima neomejen domet. Za jedra najtežjih elementov je tako teoretično napovedan in doslej opazovan predvsem propad z razpadnimi načini, ki jih povzroča takšna odbijanje: alfa razpad in spontana cepitev; ti načini prevladujejo za jedra supertežkih elementov. Alfa razpadi so zaznani z oddajanjem alfa delcev, produkte razpada pa je enostavno določiti pred dejanskim razpadom; če takšno razpadanje ali niz zaporednih razpadov ustvari znano jedro, lahko prvotni produkt reakcije aritmetično določimo. Spontana cepitev proizvaja različna jedra kot produkte, zato prvotnega nuklida ni mogoče določiti od njegovih produktov.
Informacije, ki so na voljo fizikom, katerih namen je sintetizirati enega najtežjih elementov, so torej informacije, zbrane na detektorjih: lokacija, energija in čas prihoda delca na detektor ter podatki o njegovem razpadu. Fiziki analizirajo te podatke in skušajo ugotoviti ali jih je dejansko povzročil nov element in ali jih ni mogel povzročiti drugačen nuklid od tistega, katerega so iskali. Pridobljeni podatki pogosto ne zadoščajo za sklep, da je bil nov element vsekakor ustvarjen in če za opažene učinke ni druge razlage, so bile narejene napake pri interpretaciji podatkov.